# Ivana Miličević
Ivana Miličević (Sarajevo, 26 de abril de 1974) es una actriz estadounidense nacida en Yugoslavia que ha intervenido tanto en el cine como en series de televisión. Es conocida por interpretar a Charmaine Diyoza en Los 100. Es la hermana mayor del guitarrista Tomo Miličević.

## Trayectoria artística

### Comienzos
Miličević nació en Sarajevo (ex-Yugoslavia, actualmente Bosnia Herzegovina) en el seno de una familia croata, siendo hija de Tonka, ama de casa, y Damir Miličević, un carnicero. 
La familia de Ivana emigró a los Estados Unidos cuando ella tenía cinco años, estableciéndose en Míchigan. 
Tiene dos hermanos menores, Tomo Miličević (ex guitarrista de la banda de rock 30 Seconds to Mars) y Fillip.
Miličević trabajó como modelo mientras asistía al instituto Athens High School en Troy, Míchigan. Antes de abandonar Míchigan, también fue bailarina para Troy Kids on the Block, un grupo que rendía tributo a New Kids on the Block.

### Cine
Una vez se graduó en el instituto comenzó su carrera interpretativa, realizando pequeñas intervenciones en películas como Jerry Maguire, Enemy of the State, House on Haunted Hill, Vanilla Sky o Love Actually. Tuvo un papel más destacado como agente de policía en el thriller Postmortem, protagonizado por Charlie Sheen. En 2006 interpreta el papel de Valenka, novia y secuaz del villano Le Chiffre, en la película de la serie Bond Casino Royale.

### Televisión
Milicevic ha aparecido como estrella invitada en episodios de series televisivas como Charmed, Seinfeld, Felicity, Nash Bridges, The Nanny, Buzzkill, Buffy the Vampire Slayer, Yes, Dear, Chuck, The Unit, Friends, CSI: Miami, Without a Trace y Hawaii Five-0. Tuvo un papel regular en la serie de HBO The Mind of the Married Man. En 2006, protagoniza la serie de CBS Love Monkey; en 2007, interpreta a Lena en Ugly Betty.
En 2008 aparece como estrella invitada en el episodio House's Head de la cuarta temporada de House M.D. conocido en Hispanoamérica como En la cabeza de House y en España como La cabeza de House) se trata del décimo quinto episodio de la cuarta temporada de la serie; se estrenó el 12 de mayo de 2008 por Fox en los Estados Unidos. Es la primera parte del final de temporada, siendo la segunda Wilson's Heart. Fue dirigido por Greg Yaitanes. En este año también interviene en el episodio The Norwegians de la segunda temporada de Pushing Daisies, en la serie Chuck como Ilsa Trinchina —una mujer rusa, exnovia de Casey— y protagoniza Witless Protection.
En 2013 obtiene uno de los papeles principales en la serie Banshee, interpretando a Carrie/Anastacia.

### Actriz de voz
Como actriz de voz, ha intervenido en tres episodios de la serie de dibujos animados para adultos American Dad; el primero de ellos correspondiente a la tercera temporada de la serie: "De hielos y hombres" (Hispanoamérica)/"De hielo y hombres" (España) ("Of Ice and Men"); los otros dos correspondientes a la cuarta temporada: "Lacrimógeno" (Hispanoamérica)/"El dramón" (España) ("Tearjerker") y "Complejo de Edipo" (Hispanoamérica)/"Bragas edípicas" (España) (Oedipal Panties).

### Teatro
Desde el 8 hasta el 29 de enero de 2011, en El Centro Theatre en Hollywood, protagonizó junto a Maggie Lawson, Kurt Fuller y Peter Mackenzie en la producción Red Dog Squadron de Karl Gajdusek.

### Videojuegos
Miličević interpretó a la oficial de la inteligencia soviética Dasha Fedorovich en Command & Conquer: Red Alert 3 y en Command & Conquer Red Alert 3: Uprising. El personaje de Dasha Fedorovich aparece en la renovada oficina del Kremlin, advirtiendo al Premier del ataque del Imperio del Sol Naciente.

## Filmografía
- Año, Título/s español/es (T.O.), Papel, Comentarios

### Películas
- 1995 Children of the Corn III: Urban Harvest ... Acólita
- 1996 Jerry Maguire (Jerry Maguire) ... Antigua novia
- 1997 The Big Brass Ring ... Cela Brandini (Cortometraje)
- 1997 Hollywood Confidential ... Camarera (Telefilme)
- 1997 The Devil's Child ... Papel desconocido (Telefilme)
- 1997 Crazy Six ... Anna
- 1998 Postmortem (Postmortem) ... Gwen Turner
- 1998 Kiss the Sky ... Ilsa
- 1998 October 22 ... Debra
- 1998 Enemy of the State ... Dependiente de Ruby
- 1999 Love Stinks ... Amber
- 1999 House on Haunted Hill ... Actriz en películas de época (Escenas eliminadas)
- 2001 Head Over Heels ... Roxanna
- 2001 Impostor ... Gang girl
- 2001 Vanilla Sky (Vanilla Sky) ... Emma
- 2002 Four Reasons ... Modelo
- 2003 Chasing Alice ... Papel desconocido (Telefilme)
- 2003 Down with Love ... Yvette
- 2003 Love Actually (Love Actually) ... Stacey, chica americana soñada
- 2003 Mail Order ... Bride Nina
- 2003 Paycheck (Paycheck) ... Maya-Rachel
- 2004 Frankenstein ... Erika Helios
- 2004 Slipstream ... Sarah Tanner
- 2004 Her Minor Thing ... Zsa Zsa
- 2004 In Her Shoes ... Caroline
- 2005 The Return of the Muskrats ... Agente (Cortometraje)
- 2005 The Plague ... Jean Raynor
- 2005 Just Like Heaven ... Katrina
- 2005 The Elder Son ... Tanya
- 2006 Running Scared ... Mila Yugorsky
- 2006 Casino Royale (Casino Royale) ... Valenka
- 2007 Battle in Seattle ... Carla
- 2008 Witless Protection ... Madeleine
- 2008 Columbus Day ... Cheryl
- 2008 Your Name Here ... La rubia
- 2009 Reflections Human 2 (Cortometraje)
- 2010 Red Rooster Tiree (Cortometraje)
- 2010 All American Tooles ... Ivana Jackovich (Cortometraje)
- 2010 Beneath the Blue ... Gwen
- 2011 Coming & Going ... Ivana
- 2011 What's Your Number? ... Jacinda
- 2011 The Howling: Reborn ... Kathryn Kidman/Kay
- 2015 The Adventures of Beatle ... Friday Green
- 2020 Broken soldiers ... Elly

### Series de televisión
- 1997 Seinfeld (Seinfeld) ... Patty (Episodio: "The Comeback")
- 1997 Unhappily Ever After Oksana (Episodio: "From Russia with Love")
- 1997 The Nanny ... Tasha, estrella del rock (Episodio: "No Muse Is Good Muse")
- 1998 House Rules ... Cinnamon (Episodio: "Dude Act Like a Lady")
- 1998 The Army Show Private ... Lana Povac (Papel recurrente)
- 1998–1999 Felicity ... Sensa (Episodios: "Hot Objects" y "Friends")
- 2000 Nash Bridges ... Chase (Episodios: "Liar's Poker" y "Heist")
- 2000 Secret Agent Man ... Lara (Episodio: "Sleepers")
- 2001 The Mind of the Married Man... Missy (Papel principal)
- 2002 Buffy the Vampire Slayer ... Samantha "Sam" Finn (Episodio: As You Were)
- 2002 Just Shoot Me! ... Katinka (Episodio: "Mr. Jealousy")
- 2003 Yes, Dear ... Kirsten (Episodio: "Flirtin' with Disaster")
- 2003 Friends ... Kori Weston (Episodio: "The One with the Memorial Service")
- 2003 Charmed Mist (Episodios: "Valhalley of the Dolls (Part 1)" y "Valhalley of the Dolls (Part 2)")
- 2004 CSI: Miami ... Jen Kemp (Episodio: "Wannabe")
- 2004 Las Vegas ... Angie Logan (Episodio: "My Beautiful Launderette")
- 2004 Dark Shadows ... Angelique (Papel principal)
- 2004–2005 One on One ... Ranya Rochenko (Papel recurrente)
- 2006 Love Monkey ... Julia (Papel principal)
- 2006 The Unit ... Ilona (Episodio: "Natural Selection)
- 2007 Ugly Betty Lena Episode: "Punch Out" (Episodio: "Petra-Gate")
- 2007 Fallen Ariel (Papel principal)
- 2006–2008 American Dad ... Svetlana/Espía rusa (Episodios: "De hielos y hombres" (Hispanoamérica)/"De hielo y hombres" (España)  ("Of Ice and Men"), de la tercera temporada; "Lacrimógeno" (Hispanoamérica)/"El dramón" (España) ("Tearjerker") de la cuarta temporada; y  "Complejo de Edipo" (Hispanoamérica)/"Bragas edípicas" (España) (Oedipal Panties), de la cuarta temporada).
- 2008 Chuck … Agente Ilsa Trinchina (Episodio: "Chuck Versus the Undercover Lover")
- 2008 12 Miles of Bad Road Montserrat (Papel principal)
- 2008 House M.D. ... Woman in Black (Episodio: House's Head)
- 2008 Pushing Daisies ... Hedda Lillihammer (Episodio: "The Norwegians")
- 2009 Eleventh Hour ... Isabelle Van Dyke (Episodio: "Eternal")
- 2009 Sin rastro (Without a Trace) ... Lana (Episodio: "Heartbeats")
- 2009 Royal Pains ... Kylie (Episodio: "Nobody's Perfect")
- 2009 Eastwick ... Ivanka (Episodios: "Madams and Madames" y "Fleas and Casserole")
- 2010 Hawaii Five-0 Nadia Lukovic/Natalie Reed (Episodio: "ʻOhana")
- 2011 Charlie's Angels ... Nadia Ivanov (Episodio: "Angel with a Broken Wing")
- 2012 Psych ... Miss Ivana (Episodio: "Autopsy Turvy")
- 2012 Vegas ... Diane Desmond (Episodios: "Exposure" y "Estinto")
- 2013-2016 Banshee ... Anastasia/Carrie Hopewell (Papel principal)
- 2016 Power ... Karen Bassett (Episodios: "I Got This on Lock" y "Don't Worry, Baby")
- 2018-presente The 100 ... Charmaine Diyoza
- 2020-2021 Castlevania ... Striga
- 2020-presente Strike Back: Vendetta ... Ariana Demerchi

### Videojuegos
- 2008 Command & Conquer: Red Alert 3 ... Dasha Fedorovich
- 2009 Command & Conquer: Red Alert 3 – Uprising ... Dasha Fedorovich